# 赤水掌突蟾
赤水掌突蟾（学名：Leptobrachella chishuiensis），一种于中华人民共和国贵州省赤水市赤水国家自然保护区发现的两栖动物，隶属于角蟾科掌突蟾属。其种加词“chishuiensis”意为“贵州赤水的”。

## 形态特征
赤水掌突蟾体型小，雄蟾体长30.8～33.4毫米，雌蟾体长34.2毫米左右。身体背部皮肤粗糙，呈棕色，具明显的深棕色小斑点；眼睛前角之间具有深褐色倒三角形图案，有的与眶间深棕色W形标记相连；肘部至上臂呈铜橙色，四肢背面具有深棕色横条；体侧从腹股沟到腋窝具有明显的两行深棕色斑点；身体腹面皮肤光滑，喉部为灰紫色，胸部与胸部为白色，具灰白色斑点；四肢腹面灰紫色，散布白色斑点。

## 保护
本种于2023年被收录入《有重要生态、科学、社会价值的陆生野生动物名录》。